# Костюк, Александр Григорьевич (искусствовед)
Алекса́ндр Григо́рьевич Костю́к (1933—2000) — советский и украинский искусствовед. Доктор искусствоведения (1988), академик НАН Украины (1998).  

## Биография
Родился 14 апреля 1933 г. в Киеве в семье психолога Костюка Григория Силовича; младший брат физиолога П. Г. Костюка. Умер 9 ноября 2000 г. там же. Похоронен на Байковом кладбище. Окончил филологический факультет Киевского государственного университета им. Т. Г. Шевченко (1955) и Киевскую консерваторию (1956).
Заместитель директора, а с 1988 года — директор Института искусствоведения, фольклористики и этнологии им. М. Т. Рыльского НАН Украины, где в отделе киноведения вышли из печати книги:
- «История украинского советского кино» (К., 1986, Т.1, 1987, Т.2),
- «Драматургия и режиссура документального телефильма» (К., 1982),
- «Искусство мультипликации» (К., 1982),
- «Современный приключенческий фильм» (1984),
- «Стереотипы буржуазного экрана» (К., 1990),
- «Киноискусство и политика» (К., 1995) и многие др.

Главный редактор издания «Украинский биографический киносправочник» (К., 2001).
Был членом Национального союза композиторов Украины.